# Shinkolobweita
La shinkolobweita es un mineral de la clase de los óxidos . Su fórmula química es Pb1.25[U5+(H₂O)₂(U6+O₂)₅O₈(OH)₂](H₂O)₅. Posee un nuevo tipo de estructura, siendo otro mineral con U5+ confirmado después de richetita, wyartita y nollmotzita. Recibe el nombre de la mina Shinkolobwe, en la República Democrática del Congo , su localidad tipo.